# 丰阳镇 (连州市)
丰阳镇，是中华人民共和国广东省清远市连州市下辖的一个乡镇级行政单位。

## 行政区划
丰阳镇下辖以下地区：
丰阳村、大富头村、夏湟村、粱家村、湖江村、柯木湾村、旗美村、朱岗村、夏炉村、陂岭村和新立村。